# Parafia Wniebowzięcia Najświętszej Maryi Panny w Łubowie
Parafia pw. Wniebowzięcia Najświętszej Maryi Panny w Łubowie - parafia należąca do dekanatu Barwice, diecezji koszalińsko-kołobrzeskiej, metropolii szczecińsko-kamieńskiej. Została utworzona 15 sierpnia 1945 r lub 1 czerwca 1951 r. Siedziba parafii mieści się w Łubowie przy ulicy Zakątnej 8.

## Miejsca święte

### Kościół parafialny
Kościół parafialny pw. Wniebowzięcia  Najświętszej Maryi Panny w Łubowie
Kościół parafialny został zbudowany w latach 1834–1835. Jest w stylu neoromańskim/klasycystycznym. Poświęcony 15 sierpnia 1945. 

### Kościoły filialne i kaplice
- Kościół pw. Matki Bożej Różańcowej w Liszkowie[1]
- Kościół pw. św. Antoniego Padewskiego w Ostrorogu[1]
- Kościół pw. św. Stanisława Kostki w Starowicach[1]
- Kaplica pw. Matki Boskiej Nieustającej Pomocy w Rakowie[1]